# Женская сборная Греции по софтболу
Женская национальная сборная Греции по софтболу — представляет Грецию на международных софтбольных соревнованиях. Управляющей организацией выступает Федерация софтбола Греции (англ. Greek Softball Federation).

## Результаты выступлений

### Олимпийские игры
| Год        | Победы         | Поражения      | Место          |
| ---------- | -------------- | -------------- | -------------- |
| 1996—2000  | не участвовали | не участвовали | не участвовали |
| 2004       | 2              | 5              | 7              |
| 2008—н. в. | не участвовали | не участвовали | не участвовали |

### Чемпионаты мира
| Год        | Победы         | Поражения      | Место          |
| ---------- | -------------- | -------------- | -------------- |
| 1965—2002  | не участвовали | не участвовали | не участвовали |
| 2006       | 3              | 4              | 9              |
| 2010—2014  | не участвовали | не участвовали | не участвовали |
| 2016       | 4              | 4              | 19             |
| 2002—н. в. | не участвовали | не участвовали | не участвовали |

### Чемпионаты Европы
| Год       | Победы         | Поражения      | Место          |
| --------- | -------------- | -------------- | -------------- |
| 1979—1999 | не участвовали | не участвовали | не участвовали |
| 2001      |                |                | 18             |
| 2003      | 10             | 0              | 10             |
| 2005      | 9              | 2              | 2              |
| 2007      | 0              | 7              | 10             |
| 2009—2013 | не участвовали | не участвовали | не участвовали |
| 2015      | 5              | 3              | 10             |
| 2017      | 5              | 6              | 6              |
| 2019      | 4              | 4              | 7              |
| 2021      | не участвовали | не участвовали | не участвовали |
| 2022      | 7              | 3              | 7              |